# Rodrigo Silva (futebolista)
Rodrigo Daniel Lopes da Silva, mais conhecido como Rodrigo Silva (Florianópolis, 15 de junho de 1983) é um ex-futebolista brasileiro que atuava como atacante.

## Carreira
Rodrigo Silva começou sua carreira nas categorias de base do Figueirense, e em 2003 esteve no time principal onde em 28 jogos, marcou somente três gols. Depois se transferiu para o Corinthians-AL . Durante as temporadas 2006 até 2012, Rodrigo Silva esteve atuando em Portugal onde teve passou pelos times Nacional da Madeira, Leixões, União de Leiria e Estoril Praia. Em 2012 foi anunciado como novo reforço do ABC.
Em 2013, permaneceu no ABC onde foi um dos destaques do time alvinegro sendo artilheiro do time na Copa do Nordeste com cinco gols, e no Campeonato Potiguar com seis gols.
Também foi destaque do time na campanha que evitou o rebaixamento do time para a Série de 2014, onde marcou gols em vitórias importantes contra grandes adversários como Chapecoense (2 a 0) e Palmeiras (3 a 2). No final da temporada, Rodrigo Silva terminou como artilheiro do ABC na temporada com 30 gols e sendo o quinto maior artilheiro do Brasil em 2013, e também como vice-artilheiro da Copa do Brasil com cinco gols.
No ano seguinte foi anunciado como novo reforço do Criciúma para a temporada de 2014. Mas no mesmo ano foi dispensado pelo time catarinense. Com a chegada do técnico Wagner Lopes, Rodrigo Silva foi reintegrado ao elenco do Criciúma para a disputa do Campeonato Brasileiro. Mas acabou sendo dispensado novamente pelo Criciúma, tendo disputado somente dez jogos e marcando apenas um gol.
No dia 6 de junho de 2014, foi anunciada sua volta ao ABC para a disputa do Série B de 2014. Em sua reestreia pelo ABC, Rodrigo marcou o único gol do time potiguar na derrota por 3 a 1 para o Luverdense. Contra o Avaí marcou dois gols de pênalti na vitória de virada por 2 a 1.
Em dezembro de 2014 foi anunciado como reforço do América Mineiro para a temporada de 2015.
Após perder seus principais jogadores de ataque, no dia 28 de maio de 2015, foi anunciado que Rodrigo Silva acertou com o Ceará até o final da temporada. Após péssimas atuações, e sem nenhum gol marcado, Rodrigo Silva foi dispensado junto com outros 3 jogadores.
Em 2016, o XV de Piracicaba anunciou o acerto com o Rodrigo Silva até o final do Paulistão de 2016.

## Títulos
ABC
- Taça Ecohouse: 2013

Estoril
- Segunda Liga: 2011-12

Figueirense
- Campeonato Catarinense: 2003, 2004

## Recorde
Após marcar 13 vezes na Série B de 2013, Rodrigo igualou a marca do ídolo alvinegro Robgol, como maior artilheiro do ABC em uma única edição da Série B. Posteriormente, batendo essa marca, após mais um gol marcado em partida contra o ASA, vencida pelo ABC por 4 a 1.

## Artilharias
ABC
- Artilheiro da Copa do Nordeste de 2013: 5 gols
- Artilheiro do Campeonato Potiguar de 2013: 6 gols
- Vice-artilheiro da Copa do Brasil de 2013: 5 gols